# Chilicola aenigma
Chilicola aenigma är en biart som beskrevs av Packer 2007. Chilicola aenigma ingår i släktet Chilicola och familjen korttungebin. Inga underarter finns listade i Catalogue of Life.